# Esprits rebelles
Pour plus de détails, voir Fiche technique et Distribution.
Esprits rebelles (Dangerous Minds), ou Mentalité dangereuse au Québec, est un film américain réalisé par John N. Smith, sorti en 1995.
Le scénario est basé sur l'autobiographie My Posse Don't Do Homework de LouAnne Johnson, ancienne US marine engagée en 1989 en tant qu'enseignante à la Carlmont High School (renommée Parkmont dans le film), situé à Belmont en Californie. La plupart de ses élèves étaient des adolescents afro-américains et hispaniques de East Palo Alto. Le succès du film a donné lieu à la création d'une série télévisée du même nom. La chanson du film, Gangsta's Paradise, interprétée par Coolio, a également été un succès.

## Synopsis
Ancienne US marine, LouAnne Johnson postule pour un emploi d'enseignante dans un lycée de Californie. Elle est surprise et heureuse de se voir offrir le poste, avec effet immédiat. Elle commence à enseigner dès le lendemain et se trouve confrontée à une classe d'adolescents difficiles, tous issus des classes populaires et des minorités ethniques de la ville. La plupart sont impliqués dans la guerre des gangs et des drogues. Elle se bat chaque jour pour que ses protégés reprennent confiance en eux et progressent : c'est le seul moyen de sauver leur vie.

## Fiche technique
Sauf indication contraire, les informations mentionnées dans cette section peuvent être confirmées par la base de données cinématographiques IMDb,  présente dans la section « Liens externes ».
- Titre français : Esprits Rebelles
- Titre québécois : Mentalité Dangereuse
- Titre original : Dangerous Minds
- Réalisation : John N. Smith
- Scénario : Ronald Bass, d'après l'autobiographie My Posse Don't Do Homework de LouAnne Johnson
- Musique : Lisa Coleman et Wendy Melvoin
- Photographie : Pierre Letarte
- Montage : Tom Rolf
- Décors : Donald Graham Burt
- Costumes : Bobbie Read
- Production : Jerry Bruckheimer, Don Simpson, Lucas Foster, Kate Guinzburg et Sandra Rabins
- Sociétés de production : Don Simpson/Jerry Bruckheimer Films, Hollywood Pictures et Via Rosa Productions
- Distribution : Buena Vista Pictures (États-Unis)
- Pays de production :  États-Unis
- Format : couleurs - 1,85:1 - Dolby Digital - 35 mm
- Genre : drame et biopic
- Durée : 99 minutes
- Dates de sortie :
  - États-Unis : 11 août 1995
  - Suisse romande : 5 janvier 1996
  - Belgique, France : 7 février 1996

## Distribution
Sauf indication contraire, les informations mentionnées dans cette section peuvent être confirmées par la base de données cinématographiques IMDb,  présente dans la section « Liens externes ».
- Michelle Pfeiffer (VF : Emmanuèle Bondeville et VQ : Claudie Verdant) : LouAnne Johnson
- George Dzundza (VF : Pierre Forest et VQ : Jean-Marie Moncelet) : Hal Griffith
- Courtney B. Vance (VF : Thierry Desroses et VQ : Luis de Cespedes) : George Grandey
- Robin Bartlett (VQ : Diane Arcand) : Carla Nichols
- Beatrice Winde (VQ : Louise Rémy) : Mary Benton
- Wade Dominguez (VQ : Gilbert Lachance) : Emilio Ramirez
- Lorraine Toussaint (VQ : Sophie Clément) : Irene Roberts
- Renoly Santiago (VF : Alexandre Gillet et VQ : Joël Legendre) : Raul Sanchero
- Bruklin Harris (VQ : Élise Bertrand) : Callie Roberts
- John Neville : Serveur
- Marcello Thedford : Cornelius Bates
- Roberto Alvarez : Gusmaro Rivera
- Richard Grant : Durrell Benton
- Marisela Gonzales : Angela
- Toni Nichelle Buzhardt : Nikki
- Ivan Sergei : Huego
- Mya : Loretta
- Sarah Marshall : la deuxième libraire

## Production
Le film devait originellement reprendre le titre du livre dont il est tiré. Inversement, le livre a finalement été réédité sous le titre du film.
Le tournage s'est déroulé à Burlingame, Pasadena, San Mateo et Santa Cruz, en Californie.
Andy García avait tourné quelques scènes dans le rôle du prétendant de Louanne, mais celles-ci ont été supprimées au montage.
Il s'agit de l'un des derniers projets sur lequel travailla le producteur Don Simpson, mort en janvier 1996.

## Bande originale
Sauf indication contraire, les informations mentionnées dans cette section peuvent être confirmées par la base de données cinématographiques IMDb,  présente dans la section « Liens externes ».
- Mr. Tambourine Man, interprété par Bob Dylan
- Let Me Die In My Footsteps, composé par Bob Dylan
- Peeping Penguins, composé par Sammy Timberg et Bob Rothberg
- This Is The Life, interprété par Wendy & Lisa
- Gangsta's Paradise, interprétée par Coolio
- Pastime Paradise, interprété par Stevie Wonder
- Message For Your Mind, interprété par Rappin' 4-Tay
- I Want You Back, interprété par The Jackson Five
- Feel The Funk, interprété par Immature
- Havin' Thangs, interprété par Big Mike
- Put Ya Back Into It, interprété par Tre Black
- Cars, composé par Gary Numan
- Problems, interprété par Rappin' 4-Tay
- True O.G., interprété par Mr. Dalvin & Static
- Gin and Juice, interprété par DeVante
- Don't Go There, interprété par 24-K
- Respect, composé par Otis Redding
- Curiosity, interprété par Aaron Hall
- Four Play, interprété par Fred Wesley and the Horny Horns
- It's Alright, interprété par Sista et Craig Mac

## Distinctions
Sauf indication contraire, les informations mentionnées dans cette section peuvent être confirmées par la base de données cinématographiques IMDb,  présente dans la section « Liens externes ».

### Récompenses
- Blockbuster Entertainment Awards 1996 : meilleure actrice pour Michelle Pfeiffer
- ASCAP Film and Television Music Awards 1997 : meilleure chanson dans un long métrage pour Gangsta's Paradise

### Nominations
- MTV Movie Awards 1996 :
  - Meilleur film
  - Meilleure actrice pour Michelle Pfeiffer
  - Actrice la plus désirable pour Michelle Pfeiffer
  - Meilleure chanson dans un long métrage pour Gangsta's Paradise

## Adaptation en série
Après le succès du film, une série du même titre (en) est produite pour la chaîne ABC. Le rôle principal y est repris par Annie Potts. Les 17 épisodes sont diffusés sur ABC entre le 30 septembre 1996 et le 15 mars 1997.